# Amazontaggstjärt
Amazontaggstjärt (Cranioleuca vulpecula) är en fågel i familjen ugnfåglar inom ordningen tättingar.

## Utbredning och systematik
Fågeln förekommer på flodöar i Amazonsystemet från östra Brasilien till östra Peru. Den behandlas som monotypisk, det vill säga att den inte delas in i några underarter.

## Status
Arten har ett stort utbredningsområde och beståndet anses vara stabilt. Internationella naturvårdsunionen IUCN listar den därför som livskraftig (LC).